# Елквил (Илиноис)
Елквил (енгл. Elkville) град је у америчкој савезној држави Илиноис.

## Демографија
По попису из 2010. године број становника је 928, што је 73 (-7,3%) становника мање него 2000. године.
| Група             | 2000.       | 2010.       |
| Белци             | 937 (93,6%) | 845 (91,1%) |
| Афроамериканци    | 29 (2,9%)   | 31 (3,3%)   |
| Азијати           | 0 (0,0%)    | 0 (0,0%)    |
| Хиспаноамериканци | 19 (1,9%)   | 18 (1,9%)   |
| Укупно            | 1.001       | 928         |